# گورنستوک
گورنستوک (به لاتین: Górnystok) یک روستا در لهستان است که در گمینا یاشونووکا واقع شده‌است.